# Arthur Norreys Worthington
Pour l’article homonyme, voir Worthington.
Arthur Norreys Worthington  (17 février 1862-7 février 1912 à l'âge de 49 ans) est un chirurgien, médecin et homme politique fédéral du Québec.

## Biographie
Né à Sherbrooke dans le Canada-Est, il étudie à l'Académie de Sherbrooke, au Collège Bishop's et à l'Université McGill. En tant que chirurgien et médecin, il sert dans l'hôpital canadien de campagne en Afrique du Sud durant la Guerre des Boers en 1901, après avoir également servi comme chirurgien et participant durant la rébellion du Nord-Ouest en 1885.
Revenu au Canada, il sert comme maire de la ville de Sherbrooke de 1901 à 1902. Élu député du Parti conservateur dans la circonscription fédérale de Ville de Sherbrooke en 1904, il fut réélu lors de l'élection partielle organisée après l'annulation de l'élection initiale l'année précédente. Réélu en 1908, il ne se représenta pas en 1911, permettant une percée libérale dans une circonscription dominée par les Conservateurs depuis 1867.
Il est également gouverneur du Collège des médecins et chirurgiens du Québec et Président de district de l'Association médicale Saint-Francis.
En septembre 1887, il épouse May Cook, fille d'Hermon Henry Cook, ancien député fédéral de Simcoe-Nord en Ontario.